# (13395) Deconihout
(13395) Deconihout (1999 RH35) – planetoida z grupy pasa głównego asteroid okrążająca Słońce w ciągu 3,45 lat w średniej odległości 2,28 j.a. Odkryta 10 września 1999 roku.